# Hallertau

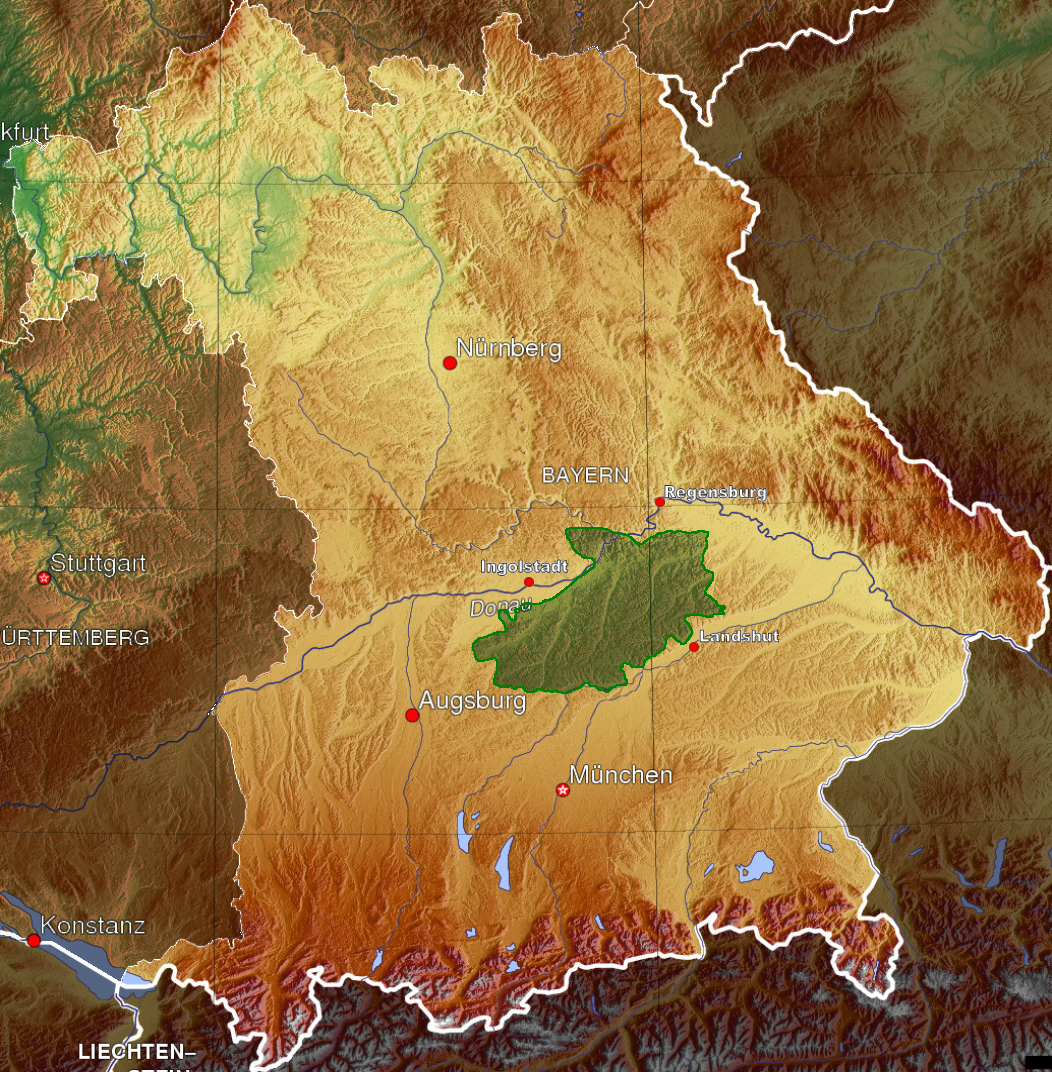
La Baviera con la Hallertau

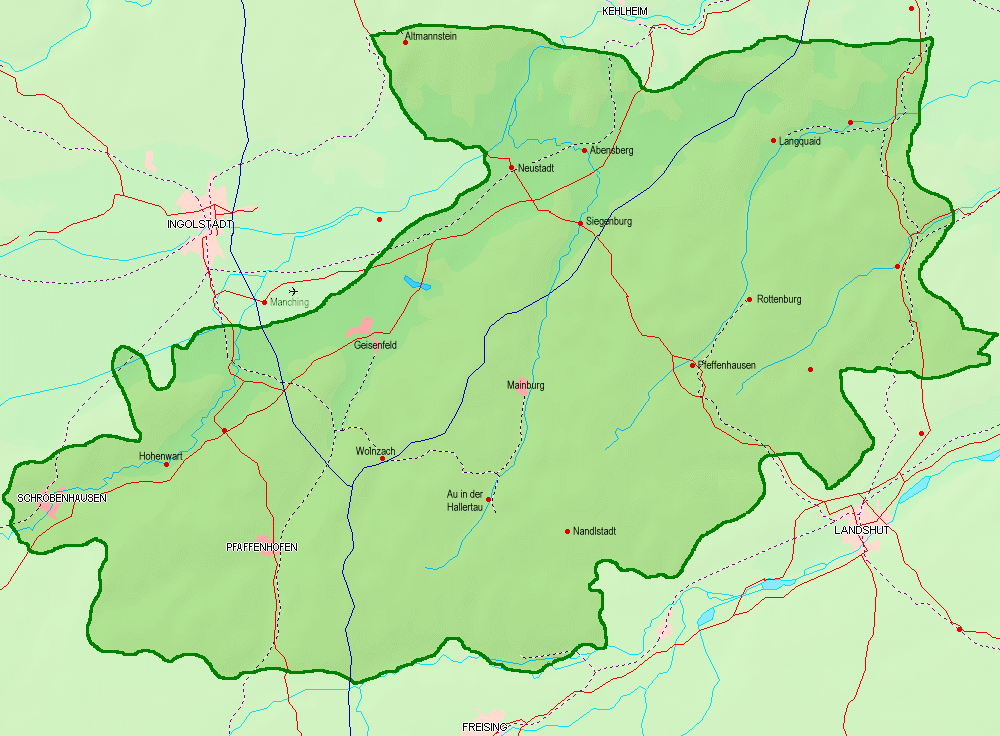
Mappa della Hallertau

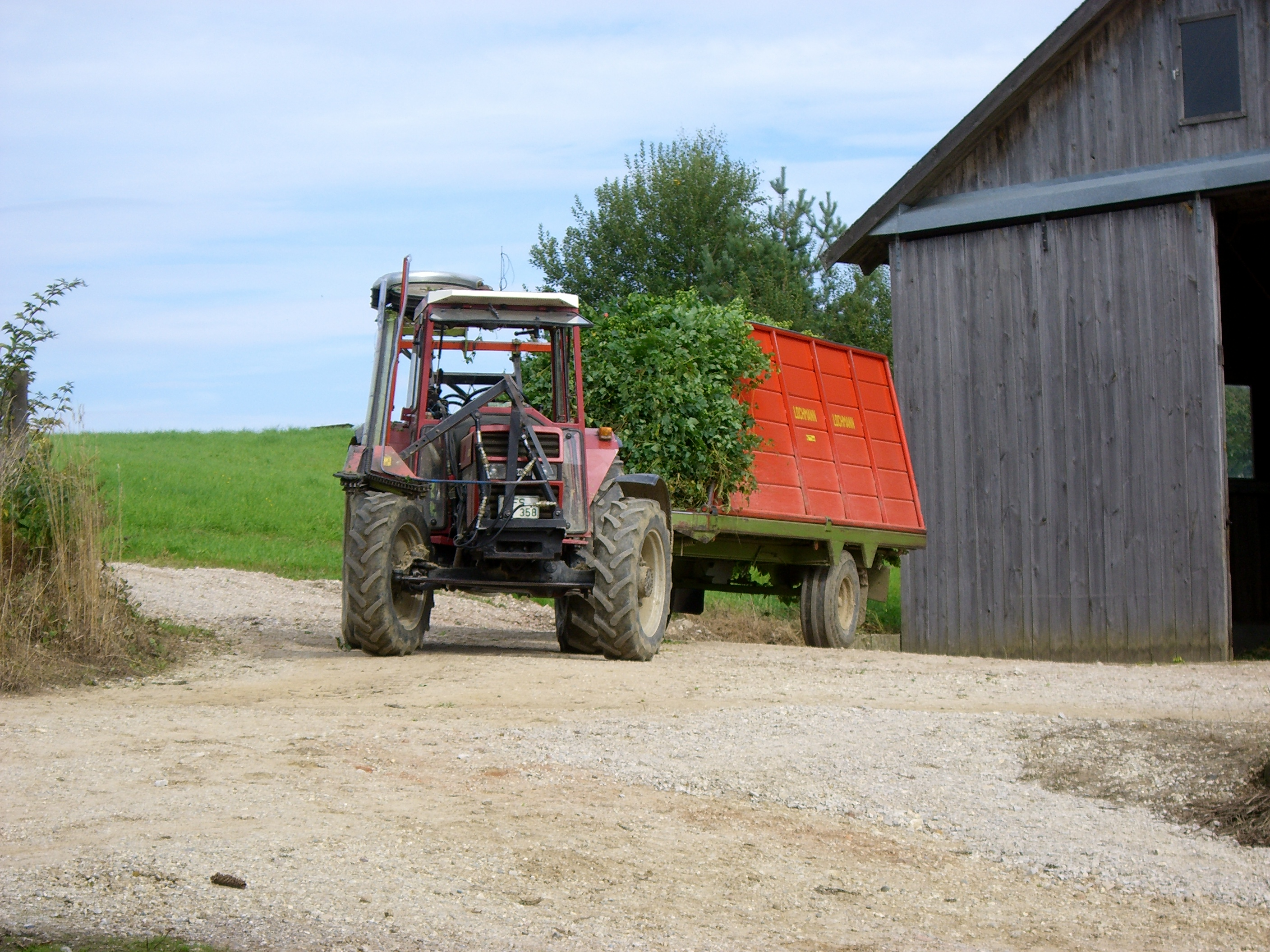
Una fase della lavorazione del luppolo nella Hallertau

La Hallertau o Hollerdau o Holledau è una regione di 2.400 km² della Baviera centro-meridionale (Germania meridionale), situata a nord/
nord-est di Monaco di Baviera.
È nota come la regione da dove si ricava circa il 32% della produzione mondiale del luppolo..

## Etimologia
L'etimologia del toponimo Hallertau, in uso sin dal XIV secolo, non è chiara: si tratta forse di una parola composta formata dai termini antico alto tedeschi hardt "foresta" e hall, derivato di helan, "nascondere", e significherebbe quindi letteralmente "la foresta che nasconde il suo interno".

## Geografia

### Collocazione
La Hallertau si trova tra la Bassa Baviera (Niederbayern) e l'Alta Baviera (Oberbayern) e comprende i circondari di Pfaffenhofen, Frisinga, Kelheim, Landshut e di Eichstätt. I suoi confini sono all'incirca circoscritti dalle località di Ingolstadt, Kelheim, Landshut, Moosburg, Frisinga e Schrobenhausen

### Comuni
- Abensberg
- Altmannstein
- Au in der Hallertau
- Geisenfeld
- Hohenwart
- Langquaid
- Mainburg
- Nandlstadt
- Neustadt an der Donau
- Pfaffenhofen an der Ilm
- Pfeffenhausen
- Rottenburg an der Laaber
- Scheyern
- Siegenburg
- Wolnzach

## Luoghi d'interesse[3]
- Abbazia di Scheyern
- Municipio di Wolnzach